# Codex Bezae
Codex Bezae (Бези рукопис), означаван са D или 05 (Gregory-Aland), рукопис је Новог завета. Један је од најзначајнијих рукописа Новог Завета, написан на грчком и латинском језику, а датира са почетка 5. века. Овај рукопис западног типа је написан на пергаменту, димензија 26×21,5 цм.

## Опис
Рукопис садржи четири Јеванђеља и Дела апостолска.
Рукопис је припадао Тегодора Бези.
Кодекс се чува у Универзитету у Кембриџу (Nn. II 41) у Кембриџу.